# Mitjana harmònica

Construcció geomètrica per a trobar les mitjanes aritmètica (A), quadràtica (Q), geomètrica (G) i harmònica (H) de dos nombres a i b.

La mitjana harmònica d'una quantitat finita de n nombres {\displaystyle a_{1},a_{2},...,a_{n}}, és igual a:
{\displaystyle {H}={n \over {\sum _{i=1}^{n}{1 \over a_{i}}}}={n \over ({1 \over a_{1}}+\cdots +{1 \over a_{n}})}}
Per exemple, la mitjana harmònica de 2, 6 i 12 és:
{\displaystyle {H}={3 \over ({1 \over 2}+{1 \over 6}+{1 \over 12})}=4}

## Propietats
- Sempre és major o igual al mínim dels seus arguments.
- És sempre menor o igual a la mitjana geomètrica (i per tant també és sempre menor o igual a la mitjana aritmètica i a la mitjana quadràtica).

## Avantatges
- Per al seu càlcul s'utilitzen totes les dades.
- És recursiva.
- Si canviem l'escala de les unitats en què es mesura la variable, la mesura canvia d'igual manera.
- És única.
- Els valors extrems (molt grans) influeixen poc.
- És senzilla de calcular.

## Inconvenients
- No sempre existeix. De fet, la mitjana harmònica no està definida per a valors nuls.
- Els valors propers a zero influeixen molt en el seu valor.
- En ser sensible al canvi d'escala en les unitats, no es pot utilitzar per comparar variables que es mesurin en unitats diferents.
- El seu significat és poc intuïtiu.
- No sol incloure's en calculadores i programes per a ordinador.